# Alesso/Auszeichnungen für Musikverkäufe

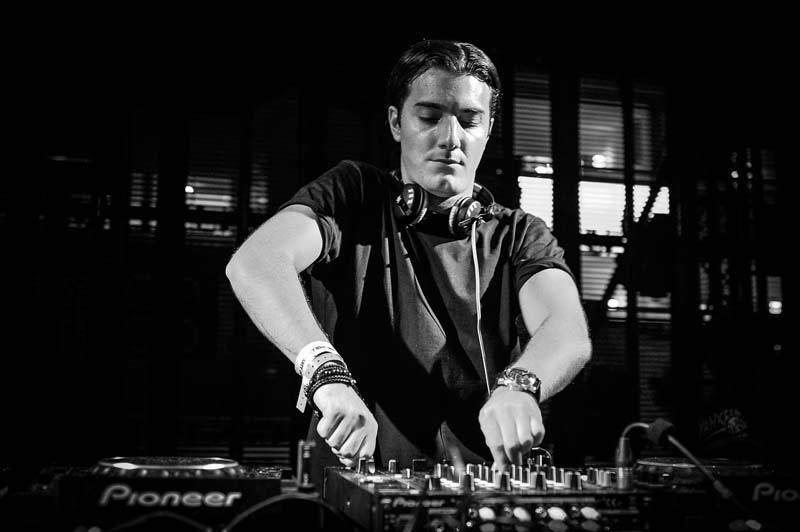
Alesso live beim Ushuaia Ibiza (2013)

Dies ist eine Übersicht über die Auszeichnungen für Musikverkäufe des schwedischen Progressive-House-Produzenten Alesso. Die Auszeichnungen finden sich nach ihrer Art (Gold, Platin usw.), nach Staaten getrennt in chronologischer Reihenfolge, geordnet sowie nach den Tonträgern selbst, ebenfalls in chronologischer Reihenfolge, getrennt nach Medium (Alben, Singles usw.), wieder.

## Auszeichnungen
| - Vereinigtes Königreich - 2016: für die Single Cool - 2021: für die Single Calling (Lose My Mind) - 2023: für die Single When I’m Gone - Australien - 2021: für die Single Calling (Lose My Mind) - Belgien - 2018: für die Autorenbeteiligung und Produktion Anywhere (Rita Ora) - 2022: für die Single Words - Brasilien - 2023: für die Single Falling - 2023: für die Single In The Middle - 2024: für die Single Calling (Lose My Mind) - Dänemark - 2013: für das Streaming Calling (Lose My Mind) - 2019: für die Single Let Me Go - 2023: für die Single Remedy - Deutschland - 2015: für die Single Under Control - 2018: für die Autorenbeteiligung und Produktion Anywhere (Rita Ora) - 2022: für die Single Let Me Go - 2023: für die Single Heroes (We Could Be) - Frankreich - 2019: für die Autorenbeteiligung und Produktion Anywhere (Rita Ora) - Italien - 2014: für die Single Calling (Lose My Mind) - 2018: für die Autorenbeteiligung und Produktion Anywhere (Rita Ora) - 2019: für die Single Remedy - 2023: für die Single When I’m Gone - 2024: für die Single Words - Kanada - 2015: für die Single Heroes (We Could Be) - 2018: für die Autorenbeteiligung und Produktion Anywhere (Rita Ora) - 2020: für die Single Midnight - 2021: für die Single Calling (Lose My Mind) - Mexiko - 2013: für die Single Under Control - Neuseeland - 2018: für die Autorenbeteiligung und Produktion Anywhere (Rita Ora) - Niederlande - 2022: für die Single Leave a Little Love - Österreich - 2018: für die Autorenbeteiligung und Produktion Anywhere (Rita Ora) - Polen - 2023: für die Single Remedy - 2023: für die Single When I’m Gone - Portugal - 2018: für die Single Let Me Go - 2019: für die Single Anywhere - 2022: für die Single Under Control - 2022: für die Single Heroes (We Could Be) - Schweden - 2020: für das Album Forever - Schweiz - 2014: für die Single Under Control - Singapur - 2020: für das Album Forever - Spanien - 2018: für die Autorenbeteiligung und Produktion Anywhere (Rita Ora) - 2024: für die Single Let Me Go - 2024: für die Single Remedy - 2024: für die Single When I’m Gone - 2024: für die Single Words - Vereinigte Staaten - 2021: für die Single Calling (Lose My Mind) - 2023: für die Single When I’m Gone - Vereinigtes Königreich - 2024: für die Single Words - 2024: für das Album Forever | - Australien - 2014: für die Single Heroes (We Could Be) - Brasilien - 2016: für das Album Forever - 2019: für die Autorenbeteiligung und Produktion Anywhere (Rita Ora) - 2023: für die Single I Wanna Know - 2023: für die Single Sad Song - 2023: für die Single Midnight - Dänemark - 2014: für das Streaming Under Control - 2015: für die Single Heroes (We Could Be) - 2021: für die Autorenbeteiligung und Produktion Anywhere (Rita Ora) - 2025: für die Single Words - Ecuador - 2017: für das Album Forever - Italien - 2014: für die Single Under Control - 2015: für die Single Heroes (We Could Be) - 2019: für die Single Let Me Go - 2019: für die Single I Wanna Know - Kanada - 2023: für die Single Under Control - Neuseeland - 2023: für die Single Under Control - Niederlande - 2018: für die Autorenbeteiligung und Produktion Anywhere (Rita Ora) - Norwegen - 2020: für die Autorenbeteiligung und Produktion Anywhere (Rita Ora) - Schweiz - 2018: für die Autorenbeteiligung und Produktion Anywhere (Rita Ora) - Schweden - 2015: für die Single Cool - 2019: für die Single Remedy - Spanien - 2015: für die Single Heroes (We Could Be) - 2025: für die Single Under Control - Vereinigte Staaten - 2015: für die Single Heroes (We Could Be) - 2018: für die Single Let Me Go - 2022: für die Single Under Control - Vereinigtes Königreich - 2017: für die Single Heroes (We Could Be) - 2019: für die Single Under Control - 2020: für die Single Let Me Go - 2023: für die Single If I Lose Myself | - Australien - 2023: für die Single Under Control - Brasilien - 2023: für die Single Remedy - 2023: für die Single When I’m Gone - 2024: für die Single Let Me Go - 2024: für die Single Words - Neuseeland - 2024: für die Single Heroes (We Could Be) - Norwegen - 2015: für die Single Under Control - Polen - 2023: für die Single Words - Schweden - 2014: für die Single Years - 2014: für die Single Under Control - 2016: für die Single I Wanna Know - 2018: für die Single Let Me Go - Vereinigte Staaten - 2025: für die Single If I Lose Myself - Vereinigtes Königreich - 2019: für die Autorenbeteiligung und Produktion Anywhere (Rita Ora) - Australien - 2019: für die Autorenbeteiligung und Produktion Anywhere (Rita Ora) - Brasilien - 2021: für die Single Under Control - 2023: für die Single Heroes (We Could Be) - Schweden - 2014: für die Single Calling (Lose My Mind) - Kanada - 2018: für die Single Let Me Go - Neuseeland - 2023: für die Single Let Me Go - Schweden - 2014: für die Single If I Lose Myself - 2015: für die Single Heroes (We Could Be) - Australien - 2020: für die Single Let Me Go - Polen - 2020: für die Autorenbeteiligung und Produktion Anywhere (Rita Ora) |

## Auszeichnungen nach Alben

### Forever
| Land/Region                  | Auszeichnungen für Musikverkäufe (Land/Region, Auszeichnung, Verkäufe) | Verkäufe |
| ---------------------------- | ---------------------------------------------------------------------- | -------- |
| Brasilien (PMB)              | Platin                                                                 | 40.000   |
| Ecuador (SOPROFON)           | Platin                                                                 | 6.000    |
| Schweden (IFPI)              | Gold                                                                   | 20.000   |
| Singapur (RIAS)              | Gold                                                                   | 5.000    |
| Vereinigtes Königreich (BPI) | Gold                                                                   | 100.000  |
| Insgesamt                    | 3× Gold · 2× Platin ·                                                  | 171.000  |

## Auszeichnungen nach Singles

### Calling (Lose My Mind)
| Land/Region                  | Auszeichnungen für Musikverkäufe (Land/Region, Auszeichnung, Verkäufe) | Verkäufe |
| ---------------------------- | ---------------------------------------------------------------------- | -------- |
| Australien (ARIA)            | Gold                                                                   | 35.000   |
| Brasilien (PMB)              | Gold                                                                   | 30.000   |
| Italien (FIMI)               | Gold                                                                   | 15.000   |
| Kanada (MC)                  | Gold                                                                   | 40.000   |
| Schweden (IFPI)              | 3× Platin                                                              | 120.000  |
| Vereinigte Staaten (RIAA)    | Gold                                                                   | 500.000  |
| Vereinigtes Königreich (BPI) | Silber                                                                 | 200.000  |
| Insgesamt                    | 1× Silber · 5× Gold · 3× Platin ·                                      | 940.000  |

### Years
| Land/Region     | Auszeichnungen für Musikverkäufe (Land/Region, Auszeichnung, Verkäufe) | Verkäufe |
| --------------- | ---------------------------------------------------------------------- | -------- |
| Schweden (IFPI) | 2× Platin                                                              | 80.000   |
| Insgesamt       | 2× Platin ·                                                            | 80.000   |

### If I Lose Myself
| Land/Region                  | Auszeichnungen für Musikverkäufe (Land/Region, Auszeichnung, Verkäufe) | Verkäufe  |
| ---------------------------- | ---------------------------------------------------------------------- | --------- |
| Schweden (IFPI)              | 4× Platin                                                              | 160.000   |
| Vereinigte Staaten (RIAA)    | 2× Platin                                                              | 2.000.000 |
| Vereinigtes Königreich (BPI) | Platin                                                                 | 600.000   |
| Insgesamt                    | 7× Platin ·                                                            | 2.760.000 |

### Under Control
| Land/Region                  | Auszeichnungen für Musikverkäufe (Land/Region, Auszeichnung, Verkäufe) | Verkäufe  |
| ---------------------------- | ---------------------------------------------------------------------- | --------- |
| Australien (ARIA)            | 2× Platin                                                              | 140.000   |
| Brasilien (PMB)              | 3× Platin                                                              | 180.000   |
| Deutschland (BVMI)           | Gold                                                                   | 150.000   |
| Italien (FIMI)               | Platin                                                                 | 30.000    |
| Kanada (MC)                  | Platin                                                                 | 80.000    |
| Mexiko (AMPROFON)            | Gold                                                                   | 30.000    |
| Neuseeland (RMNZ)            | Platin                                                                 | 30.000    |
| Norwegen (IFPI)              | 2× Platin                                                              | 80.000    |
| Portugal (AFP)               | Gold                                                                   | 5.000     |
| Schweden (IFPI)              | 2× Platin                                                              | 80.000    |
| Schweiz (IFPI)               | Gold                                                                   | 15.000    |
| Spanien (Promusicae)         | Platin                                                                 | 60.000    |
| Vereinigte Staaten (RIAA)    | Platin                                                                 | 1.000.000 |
| Vereinigtes Königreich (BPI) | Platin                                                                 | 669.000   |
| Insgesamt                    | 4× Gold · 15× Platin ·                                                 | 2.549.000 |

### Heroes (We Could Be)
| Land/Region                  | Auszeichnungen für Musikverkäufe (Land/Region, Auszeichnung, Verkäufe) | Verkäufe  |
| ---------------------------- | ---------------------------------------------------------------------- | --------- |
| Australien (ARIA)            | Platin                                                                 | 70.000    |
| Brasilien (PMB)              | 3× Platin                                                              | 180.000   |
| Dänemark (IFPI)              | Platin                                                                 | 60.000    |
| Deutschland (BVMI)           | Gold                                                                   | 200.000   |
| Italien (FIMI)               | Platin                                                                 | 50.000    |
| Kanada (MC)                  | Gold                                                                   | 40.000    |
| Neuseeland (RMNZ)            | 2× Platin                                                              | 60.000    |
| Portugal (AFP)               | Gold                                                                   | 5.000     |
| Schweden (IFPI)              | 4× Platin                                                              | 160.000   |
| Spanien (Promusicae)         | Platin                                                                 | 40.000    |
| Vereinigte Staaten (RIAA)    | Platin                                                                 | 1.000.000 |
| Vereinigtes Königreich (BPI) | Platin                                                                 | 600.000   |
| Insgesamt                    | 3× Gold · 13× Platin ·                                                 | 2.465.000 |

### Cool
| Land/Region                  | Auszeichnungen für Musikverkäufe (Land/Region, Auszeichnung, Verkäufe) | Verkäufe |
| ---------------------------- | ---------------------------------------------------------------------- | -------- |
| Schweden (IFPI)              | Platin                                                                 | 40.000   |
| Vereinigtes Königreich (BPI) | Silber                                                                 | 200.000  |
| Insgesamt                    | 1× Silber · 1× Platin ·                                                | 240.000  |

### I Wanna Know
| Land/Region     | Auszeichnungen für Musikverkäufe (Land/Region, Auszeichnung, Verkäufe) | Verkäufe |
| --------------- | ---------------------------------------------------------------------- | -------- |
| Brasilien (PMB) | Platin                                                                 | 60.000   |
| Italien (FIMI)  | Platin                                                                 | 50.000   |
| Schweden (IFPI) | 2× Platin                                                              | 80.000   |
| Insgesamt       | 4× Platin ·                                                            | 190.000  |

### Falling
| Land/Region     | Auszeichnungen für Musikverkäufe (Land/Region, Auszeichnung, Verkäufe) | Verkäufe |
| --------------- | ---------------------------------------------------------------------- | -------- |
| Brasilien (PMB) | Gold                                                                   | 20.000   |
| Insgesamt       | 1× Gold ·                                                              | 20.000   |

### Let Me Go
| Land/Region                  | Auszeichnungen für Musikverkäufe (Land/Region, Auszeichnung, Verkäufe) | Verkäufe  |
| ---------------------------- | ---------------------------------------------------------------------- | --------- |
| Australien (ARIA)            | 5× Platin                                                              | 350.000   |
| Brasilien (PMB)              | 2× Platin                                                              | 80.000    |
| Dänemark (IFPI)              | Gold                                                                   | 45.000    |
| Deutschland (BVMI)           | Gold                                                                   | 200.000   |
| Italien (FIMI)               | Platin                                                                 | 50.000    |
| Kanada (MC)                  | 4× Platin                                                              | 320.000   |
| Neuseeland (RMNZ)            | 4× Platin                                                              | 120.000   |
| Portugal (AFP)               | Gold                                                                   | 5.000     |
| Schweden (IFPI)              | 2× Platin                                                              | 160.000   |
| Spanien (Promusicae)         | Gold                                                                   | 30.000    |
| Vereinigte Staaten (RIAA)    | Platin                                                                 | 1.000.000 |
| Vereinigtes Königreich (BPI) | Platin                                                                 | 600.000   |
| Insgesamt                    | 4× Gold · 20× Platin ·                                                 | 2.960.000 |

### Remedy
| Land/Region          | Auszeichnungen für Musikverkäufe (Land/Region, Auszeichnung, Verkäufe) | Verkäufe |
| -------------------- | ---------------------------------------------------------------------- | -------- |
| Brasilien (PMB)      | 2× Platin                                                              | 80.000   |
| Dänemark (IFPI)      | Gold                                                                   | 45.000   |
| Italien (FIMI)       | Gold                                                                   | 25.000   |
| Polen (ZPAV)         | Gold                                                                   | 25.000   |
| Schweden (IFPI)      | Platin                                                                 | 80.000   |
| Spanien (Promusicae) | Gold                                                                   | 30.000   |
| Insgesamt            | 4× Gold · 3× Platin ·                                                  | 285.000  |

### Sad Song
| Land/Region     | Auszeichnungen für Musikverkäufe (Land/Region, Auszeichnung, Verkäufe) | Verkäufe |
| --------------- | ---------------------------------------------------------------------- | -------- |
| Brasilien (PMB) | Platin                                                                 | 40.000   |
| Insgesamt       | 1× Platin ·                                                            | 40.000   |

### In The Middle
| Land/Region     | Auszeichnungen für Musikverkäufe (Land/Region, Auszeichnung, Verkäufe) | Verkäufe |
| --------------- | ---------------------------------------------------------------------- | -------- |
| Brasilien (PMB) | Gold                                                                   | 20.000   |
| Insgesamt       | 1× Gold ·                                                              | 20.000   |

### Midnight
| Land/Region     | Auszeichnungen für Musikverkäufe (Land/Region, Auszeichnung, Verkäufe) | Verkäufe |
| --------------- | ---------------------------------------------------------------------- | -------- |
| Brasilien (PMB) | Platin                                                                 | 40.000   |
| Kanada (MC)     | Gold                                                                   | 40.000   |
| Insgesamt       | 1× Gold · 1× Platin ·                                                  | 80.000   |

### Leave a Little Love
| Land/Region        | Auszeichnungen für Musikverkäufe (Land/Region, Auszeichnung, Verkäufe) | Verkäufe |
| ------------------ | ---------------------------------------------------------------------- | -------- |
| Niederlande (NVPI) | Gold                                                                   | 40.000   |
| Insgesamt          | 1× Gold ·                                                              | 40.000   |

### When I’m Gone
| Land/Region                  | Auszeichnungen für Musikverkäufe (Land/Region, Auszeichnung, Verkäufe) | Verkäufe |
| ---------------------------- | ---------------------------------------------------------------------- | -------- |
| Brasilien (PMB)              | 2× Platin                                                              | 80.000   |
| Italien (FIMI)               | Gold                                                                   | 50.000   |
| Polen (ZPAV)                 | Gold                                                                   | 25.000   |
| Spanien (Promusicae)         | Gold                                                                   | 30.000   |
| Vereinigte Staaten (RIAA)    | Gold                                                                   | 500.000  |
| Vereinigtes Königreich (BPI) | Silber                                                                 | 200.000  |
| Insgesamt                    | 1× Silber · 4× Gold · 2× Platin ·                                      | 885.000  |

### Words
| Land/Region                  | Auszeichnungen für Musikverkäufe (Land/Region, Auszeichnung, Verkäufe) | Verkäufe |
| ---------------------------- | ---------------------------------------------------------------------- | -------- |
| Belgien (BRMA)               | Gold                                                                   | 20.000   |
| Brasilien (PMB)              | 2× Platin                                                              | 80.000   |
| Dänemark (IFPI)              | Platin                                                                 | 90.000   |
| Italien (FIMI)               | Gold                                                                   | 50.000   |
| Polen (ZPAV)                 | 2× Platin                                                              | 100.000  |
| Spanien (Promusicae)         | Gold                                                                   | 30.000   |
| Vereinigtes Königreich (BPI) | Gold                                                                   | 400.000  |
| Insgesamt                    | 4× Gold · 5× Platin ·                                                  | 770.000  |

## Auszeichnungen nach Autorenbeteiligungen

### Anywhere (Rita Ora)
| Land/Region                  | Auszeichnungen für Musikverkäufe (Land/Region, Auszeichnung, Verkäufe) | Verkäufe  |
| ---------------------------- | ---------------------------------------------------------------------- | --------- |
| Australien (ARIA)            | 3× Platin                                                              | 210.000   |
| Belgien (BRMA)               | Gold                                                                   | 20.000    |
| Brasilien (PMB)              | Platin                                                                 | 40.000    |
| Dänemark (IFPI)              | Platin                                                                 | 90.000    |
| Deutschland (BVMI)           | Gold                                                                   | 200.000   |
| Frankreich (SNEP)            | Gold                                                                   | 100.000   |
| Italien (FIMI)               | Gold                                                                   | 25.000    |
| Kanada (MC)                  | Gold                                                                   | 40.000    |
| Neuseeland (RMNZ)            | Gold                                                                   | 15.000    |
| Niederlande (NVPI)           | Platin                                                                 | 80.000    |
| Norwegen (IFPI)              | Platin                                                                 | 60.000    |
| Österreich (IFPI)            | Gold                                                                   | 15.000    |
| Polen (ZPAV)                 | Diamant                                                                | 100.000   |
| Portugal (AFP)               | Gold                                                                   | 5.000     |
| Schweiz (IFPI)               | Platin                                                                 | 20.000    |
| Spanien (Promusicae)         | Platin                                                                 | 60.000    |
| Vereinigtes Königreich (BPI) | 2× Platin                                                              | 1.500.000 |
| Insgesamt                    | 8× Gold · 11× Platin · 1× Diamant ·                                    | 2.580.000 |

## Auszeichnungen nach Musikstreaming

### Calling (Lose My Mind)
| Land/Region     | Auszeichnungen für Musikverkäufe (Land/Region, Auszeichnung, Verkäufe) | Verkäufe |
| --------------- | ---------------------------------------------------------------------- | -------- |
| Dänemark (IFPI) | Gold                                                                   | 900.000  |
| Insgesamt       | 1× Gold ·                                                              | 900.000  |

### Under Control
| Land/Region     | Auszeichnungen für Musikverkäufe (Land/Region, Auszeichnung, Verkäufe) | Verkäufe  |
| --------------- | ---------------------------------------------------------------------- | --------- |
| Dänemark (IFPI) | Platin                                                                 | 1.800.000 |
| Insgesamt       | 1× Platin ·                                                            | 1.800.000 |

## Statistik und Quellen
| Land/RegionAuszeichnungen für Musikverkäufe (Land/Region, Auszeichnungen, Verkäufe, Quellen) | Silber     | Gold       | Platin       | Diamant  | Verkäufe  | Quellen              |
| -------------------------------------------------------------------------------------------- | ---------- | ---------- | ------------ | -------- | --------- | -------------------- |
| Australien (ARIA)                                                                            | —          | Gold1      | 11× Platin11 | —        | 805.000   | aria.com.au          |
| Belgien (BRMA)                                                                               | —          | 2× Gold2   | —            | —        | 35.000    | ultratop.be          |
| Brasilien (PMB)                                                                              | —          | 3× Gold3   | 19× Platin19 | —        | 980.000   | pro-musicabr.org.br  |
| Dänemark (IFPI)                                                                              | —          | 3× Gold3   | 4× Platin4   | —        | 330.000   | ifpi.dk              |
| Deutschland (BVMI)                                                                           | —          | 4× Gold4   | —            | —        | 750.000   | musikindustrie.de    |
| Ecuador (SOPROFON)                                                                           | —          | —          | Platin1      | —        | 6.000     | Einzelnachweise      |
| Frankreich (SNEP)                                                                            | —          | Gold1      | —            | —        | 100.000   | snepmusique.com      |
| Italien (FIMI)                                                                               | —          | 5× Gold5   | 4× Platin4   | —        | 375.000   | fimi.it              |
| Kanada (MC)                                                                                  | —          | 4× Gold4   | 5× Platin5   | —        | 560.000   | musiccanada.com      |
| Mexiko (AMPROFON)                                                                            | —          | Gold1      | —            | —        | 30.000    | amprofon.com.mx      |
| Neuseeland (RMNZ)                                                                            | —          | Gold1      | 7× Platin7   | —        | 225.000   | radioscope.co.nz     |
| Niederlande (NVPI)                                                                           | —          | Gold1      | Platin1      | —        | 120.000   | nvpi.nl              |
| Norwegen (IFPI)                                                                              | —          | —          | 3× Platin3   | —        | 140.000   | ifpi.no              |
| Österreich (IFPI)                                                                            | —          | Gold1      | —            | —        | 15.000    | ifpi.at              |
| Polen (ZPAV)                                                                                 | —          | 2× Gold2   | 2× Platin2   | Diamant1 | 250.000   | olis.pl              |
| Portugal (AFP)                                                                               | —          | 4× Gold4   | —            | —        | 20.000    | Einzelnachweise      |
| Schweden (IFPI)                                                                              | —          | Gold1      | 21× Platin21 | —        | 980.000   | sverigetopplistan.se |
| Schweiz (IFPI)                                                                               | —          | Gold1      | Platin1      | —        | 35.000    | hitparade.ch         |
| Singapur (RIAS)                                                                              | —          | Gold1      | —            | —        | 5.000     | rias.org.sg          |
| Spanien (Promusicae)                                                                         | —          | 5× Gold5   | 2× Platin2   | —        | 250.000   | elportaldemusica.es  |
| Vereinigte Staaten (RIAA)                                                                    | —          | 2× Gold2   | 5× Platin5   | —        | 6.000.000 | riaa.com             |
| Vereinigtes Königreich (BPI)                                                                 | 3× Silber3 | 2× Gold2   | 6× Platin6   | —        | 5.069.000 | bpi.co.uk            |
| Insgesamt                                                                                    | 3× Silber3 | 45× Gold45 | 92× Platin92 | Diamant1 |           |                      |